# Ентеліс Наталія Леонідівна
Ната́лія Леоні́дівна Енте́ліс (рос. Наталья Леонидовна Энтелис) — російський музикознавець. Донька музикознавця Леоніда Ентеліса.

## Біографічні відомості
Закінчила історико-теоретичне відділення Ленінградської консерваторії (клас П. Вульфіуса).
Основою діяльності вибрала науково-просвітню роботу — публічні лекції в концертних залах.
Автор монографічного нарису про композитора «Владислав Успенський» (Ленінград, 1987).